# Jardín Tropical de París

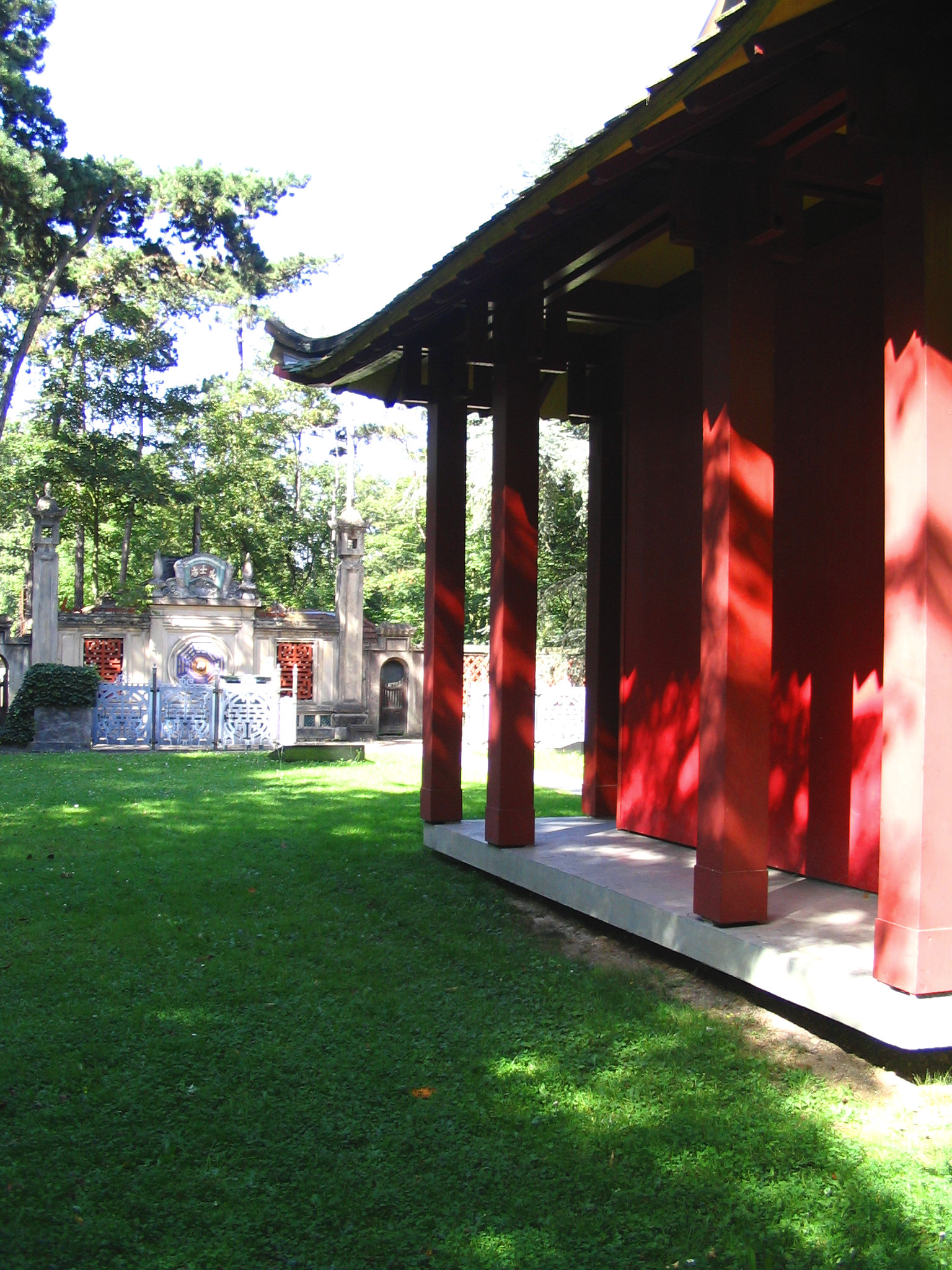
Esplanada de Dihn en el poblado indochino.

El Jardín Tropical de Paris o en francés: Le Jardin Tropical de Paris es un jardín de 4 hectáreas e inaugurado a medias en 1907. Se establece al borde del Bois de Vincennes, en Nogent-sur-Marne, sobre el lugar del Jardín de ensayo colonial, herramienta de la Administración Francesa destinada a aumentar, al final del siglo XIX, las producciones de sus colonias. Al principio del siglo XX, se exportan 10.000 esquejes y 40.000 semillas salen de sus invernaderos hacia las posesiones Francesas de ultramar.

## Historia
En 1899, el jardín de ensayo colonial fue fundado por el naturalista Jean Dybowski para coordinar las experiencias agronómicas sobre las plantas exóticas destinadas a la producción: cafetos, plátanos, árboles del caucho... En 1907, la Exposición colonial es la ocasión de transformar el lugar en un jardín didáctico que agrupa de una manera expositiva a las posesiones francesas de Asia y de África.

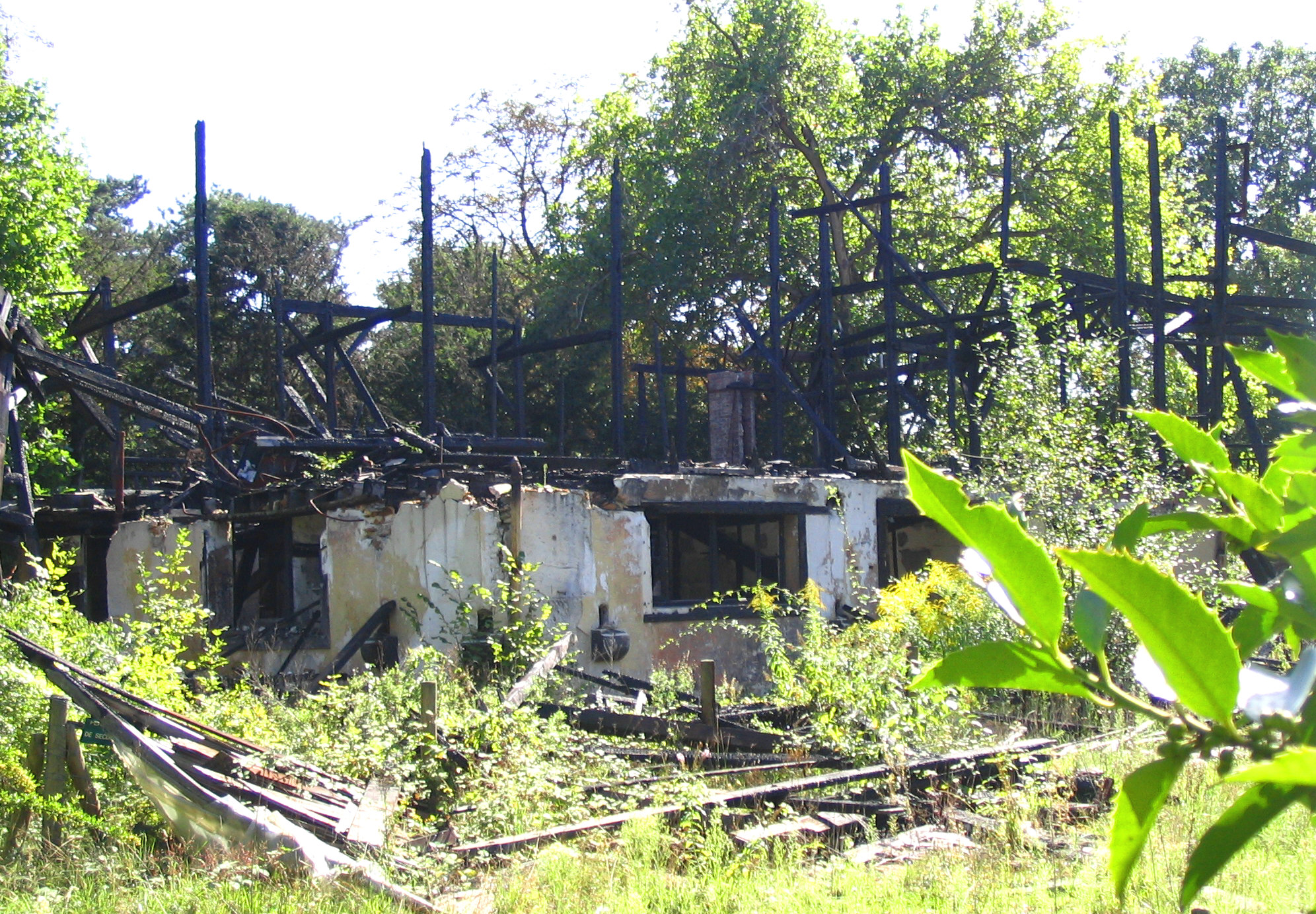
Ruinas del Pabellón del Congo. Fue destruido por un incendio criminal.

- Se reconstruyen cinco pueblos, con sus monumentos, sus producciones y también con sus habitantes. Los 2 millones de visitantes descubren el campamento Tuareg en el cual, los rebeldes nómadas hacen una pantomima de ataque al correo, los pueblos Indochinos, Malgaches, congoleses y las explotaciones en Sudán. Los habitantes de la Metrópolis descubren al pueblo de las colonias, transportado a París por la fuerza de un decorado de cartón piedra. Esta exposición hará que más tarde se califiquen a las exposiciones coloniales de verdaderos zoológicos humanos.

- El lugar, poco a poco dado de baja estará ocupado por el CIRAD hasta su traslado a Montpellier en 1976. Mientras que los edificios se deterioran, se vandalizan e incendian, las plantaciones exóticas desaparecen completamente.

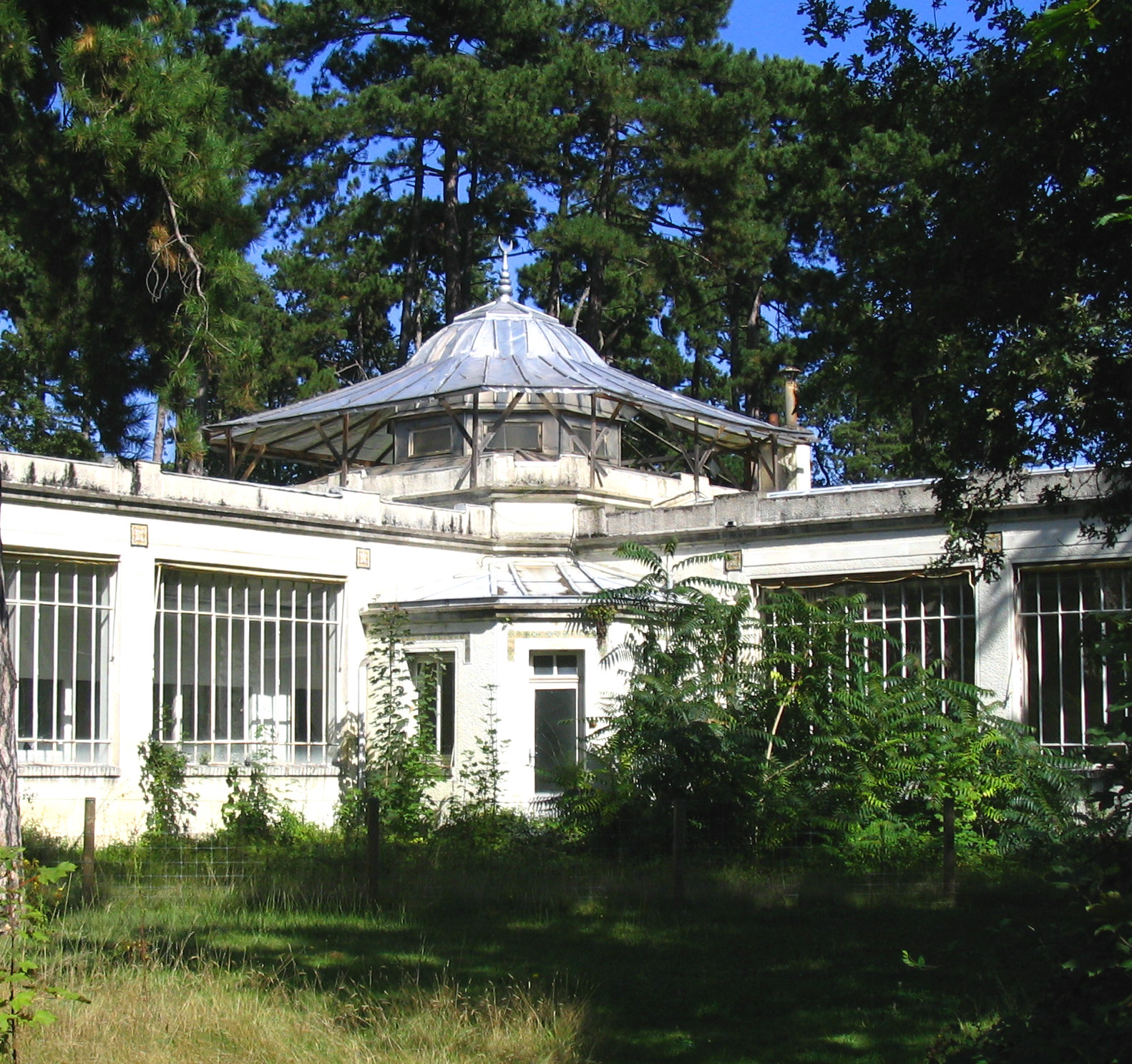
Pabellón de Túnez. Una vegetación endémica de laureles, arces y avellanos reemplazarán la vegetación tropical dejada a la desidia.

- El estado de abandono del jardín actual refleja como Francia mira hacia su historia colonial. No hay que demoler los vestigios de la exposición de 1907, pero el desarrollo del lugar permanece limitado. La historia de los zoos humanos es tabú y la memoria de este imperio es incómoda, como si desde las independencias, la historia colonial no perteneciera ya a la historia de Francia. Fuente: Memoria 78, lugar de la memoria de los conflictos contemporáneos en la Región Parisiense

- El jardín fue adquirido en el 2003 por la Ciudad de París que emprendió un programa de adaptación. Después de puesta en seguridad de los edificios, el jardín es de nuevo accesible al público. La apertura está prevista en el 2007, en el antiguo Palacio de la Puerta Dorada, de Ciudad nacional de la historia de la inmigración será una oportunidad para poner de nuevo el Jardín Tropical en el contexto de la historia de las Colonias Francesas.